# Fórum Nacional de Executivas e Federações de Curso
Fórum Nacional de Executivas e Federações de Curso - FENEX é uma entidade brasileira de caráter consultivo e organizativo, criado pelas entidades de cursos superiores (tais como a FENEAD, FEAB, ENECOS, dentre outras) que tinham uma postura crítica em relação à direção majoritária da UNE.
Constroem diversos debates e campanhas, dentre estes destacadas as atuações relativas ao projeto REUNI, sobre o exame do ENADE, a construção da Frente Contra a Reforma Universitária, entre outras pautas do movimento estudantil.
Constroem o FENEX diversos coletivos organizados do movimento estudantil, assim como estudantes independentes.